# Kyle Alessandro
Kyle Alessandro Helgesen Villalobos, plus connu simplement comme Kyle Alessandro, est un chanteur norvégien né le 10 mars 2006 à Levanger.
À l'issue de sa victoire au Melodi Grand Prix 2025, il représente la Norvège au Concours Eurovision de la chanson 2025.

## Biographie
Alessandro est né le 10 mars 2006 à Levanger, et grandit dans les villes de Steinkjer et Trondheim. Il est né d'un père espagnol et d'une mère norvégienne.

### Carrière
Kyle Alessandro participe à l'âge de dix ans à l'émission Norske Talenter version norvégienne de La France a un incroyable talent, diffusée sur TV 2. Il apparait ensuite dans des émissions de télévision telles que Allsang på grensen.
Il sort également plusieurs singles et un premier album studio intitulé Første kapittel en 2017,.
En 2023, il participe au Melodi Grand Prix, la sélection norvégienne pour le Concours Eurovision de la Chanson 2023 avec le groupe Umami Tsunami, dont les deux autres membres sont Kristian Haugstøyl et Magnus Winjum. Le groupe se qualifie pour la finale avec la chanson Geronimo, durant laquelle ils terminent à la dernière place,.
Deux ans plus tard, il participe à nouveau au Melodi Grand Prix 2025, cette fois-ci en solo avec la chanson Lighter, écrite en collaboration avec le producteur suédois Adam Woods. Le 15 février, il remporte la sélection avec un total de 307 points, et représente donc la Norvège au Concours Eurovision de la chanson 2025 à Bâle en mai.
Lors de la première demi-finale de l'Eurovision, il passe en huitième position sur 15 candidats et réussit à se qualifier pour la grande finale du 17 mai, durant laquelle il décroche la 18ème place sur 26 participants, obtenant 89 points.  

## Vie privée
En août 2025, Kyle Alessandro annonce publiquement être en couple et confirme sa relation avec le mannequin et influenceur norvégien Brede Bremnes. Il se considère comme bisexuel. 

## Discographie

### Albums studio
- 2017 : Første kapittel
- 2023 : Evig & alltid

### Singles
- 2024 : RODEO
- 2024 : PULSE
- 2024 : Kommer du? (avec Hilmer)
- 2025 : Lighter